# Dick Lövgren
Dick Lövgren spelar basgitarr live för det svenska metalbandet Meshuggah och har gjort så sen 2004. 2002 släppte Dick sitt soloalbum "Lounge" med jazz/fusion (musik)-bandet Nica Group. Han har också spelat med ett antal olika band från olika genrer, bland annat det neo-klassiska power metal-bandet Time Requiem, det melodiska progressive metal-bandet Last Tribe, death metal-bandet Cromlech (band), hårdrocksbandet Frequency och power metal-bandet Armageddon (tillsammans med Arch Enemy-gitarristen Christopher Amott). Han har också turnerat tillsammans med Arch Enemy och In Flames. Han är Meshuggahs tredje basgitarrist, efter Peter Nordin och Gustaf Hielm.

## Utrustning
Dick Lövgren sponsras av bland andra Warwick och EBS. Han spelar på ett antal olika Warwick-basgitarrer med 4, 5 och 6 strängar, men framförallt på 5-strängade basgitarrer.
Basgitarrer
- 4st Warwick Dolphin SN (4- och 5-strängade)
- 1st Warwick Infinity (5-strängad)
- 1st Warwick Infinity (5-strängad) Bandlös
- 1st Warwick Thumb (6-Strängad) Bandlös
- 1st Warwick Corvette (5-strängad)
- 2st Warwick Streamer XL (6-strängad)

Förstärkare och effekt-pedaler
- Line 6 Vetta II
- Line 6 POD Pro
- Line 6 FBV Pedalbord
- EBS Fafner
- EBS-810 ProLine
- EBS Pedaler